# Much

Much est une commune de Rhénanie-du-Nord-Westphalie (Allemagne), située dans l'arrondissement de Rhin-Sieg, dans le district de Cologne, dans le Landschaftsverband de Rhénanie.

## Évolution démographique
| 1925 | 1933 | 1969 | 1979 | 1991  | 2006  |
| ---- | ---- | ---- | ---- | ----- | ----- |
| 5812 | 5516 | 7472 | 9611 | 12351 | 15071 |

## Personnalités liées à la ville
- Josef Jacobs (1894-1978), aviateur né à Kreuzkapelle.
- Maria Sander (1924-1999), athlète mort à Niederwahn.
- Wolfgang Kasack (1927-2003), slaviste mort à Much.

## Jumelage
- Doullens (France) depuis 1976
- Groß Köris (Allemagne) depuis 1991